# Hörndl (Granatspitzgruppe)
Das Hörndl ist ein 2852 m ü. A. hoher Gipfel in der Granatspitzgruppe, einem Teil der Hohen Tauern in Salzburg.
Er liegt auf einem Rücken, der von dem Berg Hochgasser (2922 m) über das Fürleg (2784 m) nach Norden bis zu den Huggachköpfen (2477 m) reicht. Westlich dieses Kammes liegt das Felbertal, östlich das davon abzweigende Amertal. An dessen Ende, unterhalb des Gipfels, befindet sich das Nordportal des Felbertauerntunnels.
Die Besteigung des Hörndls ist bei guten Wetterbedingungen problemlos von der St. Pöltner Hütte (2481 m ü. A.) aus machbar. Die Gehzeit beträgt zwei Stunden und wird in gängiger Literatur als leicht beschrieben. Das Hörndl wird selten besucht, hat daher auch nur wenige Einträge in seinem Gipfelbuch.